# Hoboken, New Jersey

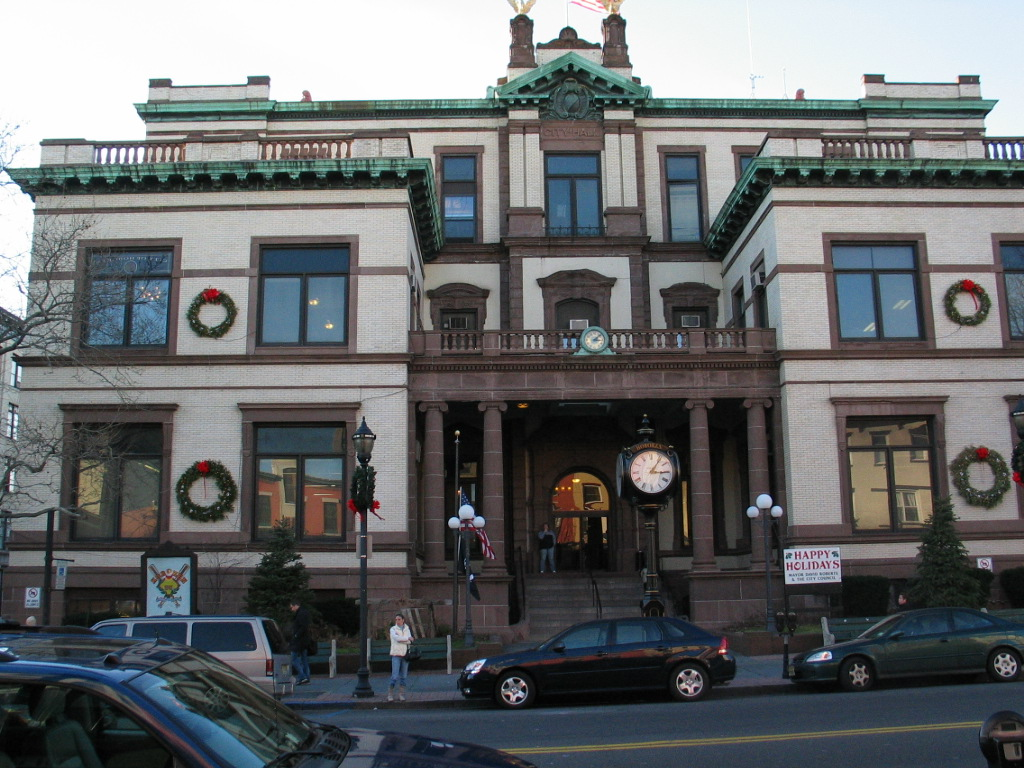
Hoboken, New Jersey

Hoboken este un oraș cu 38.577 de locuitori (conform Census 2000) situat în comitatul Hudson, statul New Jersey, pe cursul râului Hudson, vizavi de Manhattan.

## Personalități marcante
- Howard Hathaway Aiken, pionier in domeniul computerului
- Michael Chang, jucător profesionist de tenis
- Alfred Charles Kinsey, cercetător in sexologie
- Alfred Kroeber, antropolog
- Dorothea Lange, fotografă
- Gordon Liddy, moderator TV, implicat în Afacerea Watergate
- Joe Pantoliano, actor
- Frank Sinatra, cântăreț
- Robert Stevens, ingenier constructor
- Alfred Stieglitz, fotograf
- Pia Zadora, actriță
- Laura San Giacomo, actriță